# Cơ quan Đạo đức Chính phủ Hoa Kỳ
Cơ quan Đạo đức Chính phủ Mỹ (US Office Of Government Ethics, OGE) là một cơ quan độc lập trong bộ máy Chính phủ Mỹ nhưng lại lập thành tích nổi bật trong cuộc đấu tranh chống tham nhũng ở nước này. OGE được thành lập năm 1989 theo cải cách pháp luật ("Luật Đạo đức Chính quyền Mỹ năm 1978"), trên cơ sở tách ra từ Văn phòng Chính phủ Mỹ về quản lý nhân sự.
OGE tọa lạc tại số nhà 1201 đại lộ New York vùng tây bắc thủ đô Washington. Giám đốc OGE là ông Robert I. Cusick. 

## Hoạt động của OGE

### Vai trò của OGE
- Soạn thảo Quy phạm hành vi đạo đức của nhân viên làm thuê trong các cơ quan hành chính;
- Xét duyệt các quy tắc phụ về hành vi đạo đức do các ban ngành hành chính đặt ra;
- Giám sát tình hình thi hành khai báo tài sản công khai và bí mật của các quan chức chính quyền;
- Thẩm xét lý lịch những quan chức được Tổng thống bổ nhiệm (cuối cùng phải được Quốc hội phê duyệt) xem họ có va chạm lợi ích kinh tế (với chính quyền) hay không.

### Vị trí của OGE
Giám đốc OGE do Tổng thống bổ nhiệm, sau khi có sự phê chuẩn của Thượng nghị viện Hoa Kỳ; Giám đốc OGE có nhiệm kỳ 5 năm, không cùng nhiệm kỳ với Tổng thống. Cho tới nay chưa một Giám đốc nào của OGE bị Tổng thống miễn chức. Về cấp bậc, OGE thấp hơn Bộ nhưng giám đốc OGE ngang cấp với Giám đốc Cơ quan Điều tra Liên bang FBI (thuộc Bộ Tư pháp) và Chủ tịch Ủy ban Thương mại Liên bang. Giám đốc OGE chịu trách nhiệm trước Tổng thống; nếu Quốc hội không đồng ý thì Tổng thống không có quyền bãi miễn.
Toàn bộ OGE chỉ có 70 nhân viên, trong đó có 15 luật sư; ngân sách hàng năm là 12 triệu USD. Chính phủ Mỹ có rất nhiều cơ quan lớn. Cơ quan lớn thứ hai trong Chính phủ Liên bang là Bộ Cựu chiến binh (Department of Veterans Affairs) có 250 nghìn nhân viên.
Các bộ ngành trong Chính phủ đều có Văn phòng Đạo đức công chức, Giám đốc Văn phòng đó do bộ trưởng bổ nhiệm. OGE dùng phương thức thẩm duyệt định kỳ để giám sát sự vận hành của các chương trình đạo đức của các bộ ngành. Theo cơ chế tam quyền phân lập, OGE chỉ có quyền quản lý các cơ quan hành chính. Quốc hội và Tòa Tối cao có riêng cơ quan quản lý đạo đức của họ. Các bang và phần nhiều các đô thị đều có cơ quan tương tự, không chịu sự quản lý của OGE.
OGE có cấp bậc không cao, số nhân viên không nhiều, cũng không quản lý Quốc hội, Tòa Tối cao, chính quyền các bang và chính quyền các cấp, nhưng OGE có quyền lực thực tế rất lớn. Theo thống kê, số công chức Chính phủ Liên bang do OGE quản lý là 3,6 triệu người, kể cả Tổng thống, Phó Tổng thống, các bộ trưởng.

### Hoạt động của OGE
Cứ 4 năm một lần, OGE cử cán bộ thẩm tra đến các cơ quan Chính phủ tiến hành kiểm tra tình hình thi hành quy phạm đạo đức. OGE có nhiều cán bộ thẩm tra, mỗi người phụ trách 3-4 cơ quan chính phủ. Thẩm tra xong, họ gửi báo cáo thẩm tra tới Ủy ban Đạo đức của đơn vị sở tại. Nếu phát hiện vấn đề gì trong thẩm tra thì Giám đốc OGE có quyền ra lệnh cho đơn vị đó sửa chữa khuyết điểm trong một thời hạn nhất định, và trongngày phải báo cáo tình hình sửa chữa. Trong vòng 6 tháng sau khi gửi báo cáo thẩm tra, OGE phải tiến hành tái thẩm tra tình hình chỉnh sửa của đơn vị đó. Nếu đơn vị nào có vấn đề gì nghiêm trọng về đạo đức thì OGE có thể tiến hành thẩm tra bất cứ lúc nào, không cần chờ 4 năm một lần. 60 ngày phải báo cáo tình hình sửa chữa. Trong vòng 6 tháng sau khi gửi báo cáo thẩm tra, OGE phải tiến hành tái thẩm tra tình hình chỉnh sửa của đơn vị đó. Nếu đơn vị nào có vấn đề gì nghiêm trọng về đạo đức thì OGE có thể tiến hành thẩm tra bất cứ lúc nào, không cần chờ 4 năm một lần.
Ngoài Văn phòng Đạo đức ra, các bộ còn có Văn phòng Chánh Thanh tra, phụ trách xử lý các vụ vi phạm trong bộ. Nếu phát hiện quan chức nào phạm luật, OGE có quyền thông báo cho Chánh Thanh tra của đơn vị có quan chức đó và yêu cầu điều tra. Nếu yêu cầu này bị từ chối thì OGE có thể báo cáo thẳng lên Nhà Trắng.
Trường hợp vấn đề nghiêm trọng liên quan tới phạm tội hình sự thì OGE sẽ chuyển hồ sơ tới Vụ Liêm khiết công cộng thuộc Cục Hình sự Bộ Tư pháp hoặc FBI để họ điều tra và khởi tố.
Là một cơ quan phòng chống tham nhũng, OGE còn có chức năng giáo dục và đào tạo. Thí dụ các viên chức mới tuyển dụng dù ở cấp bậc cao thấp thế nào đều phải tiếp thu đào tạo huấn luyện; cương vị khác nhau thì thời gian đào tạo khác nhau, nhưng ít nhất không được dưới một giờ. Những quan chức cần khai báo tài sản công khai hoặc bí mật hàng năm còn phải tiếp thu đào tạo thêm ngoài quy định. Bình thường OGE còn tiến hành đào tạo trên mạng cho các công chức phổ thông. Ngoài ra hơn 1.200 quan chức cấp cao của Chính phủ còn phải tiếp thu đào tạo đối diện trực tiếp một thầy một trò.
Việc giáo dục đạo đức liêm chính trên mạng tiến hành mỗi năm ít nhất một lần, thông thường chủ yếu giáo dục về các chuẩn mực và quy tắc luật pháp hành vi đạo đức. Nói chung đều dùng cách trả lời trên mạng để kiểm tra kết quả học tập. Ai chưa tiếp thu sát hạch trên mạng thì sẽ tiếp thu phụ đạo một thầy một trò, đối diện trực tiếp, cho tới khi đạt yêu cầu sát hạch mới thôi. Để tăng cường hiệu quả đào tạo, sau mỗi điều văn luật pháp đạo đức đều có thí dụ vụ án điển hình được lựa chọn công phu, như vậy học viên hiểu sâu hơn điều văn đó. Cusick nói cứ cách 12 đến 18 tháng, OGE lại tổ chức một đại hội toàn quốc, hơn 600 người phụ trách công tác đạo đức trên cả nước về dự.
Có thể thấy công việc chủ yếu của OGE là giám sát hướng dẫn, đào tạo và thẩm tra. Nó không can thiệp quá nhiều vào vụ án cụ thể, song cũng hợp tác với các ban ngành khác trong việc phạt các quan chức có vi phạm nặng.
Thí dụ John Frederick là quan chức phụ trách các công trình xây dựng của Hải quân Mỹ, có nhiệm vụ theo dõi tình hình thi hành hợp đồng một dự án xây dựng của chính phủ do công ty DMI thầu. Vị quan chức này đã nhiều lần ngỏ ý với lãnh đạo DMI muốn kiếm một ít bổng lộc. Thế là DMI bèn chia một phần công trình mình thầu cho công ty do Frederick lập ra. Frederick không báo cáo việc này lên trên. Trong vòng chưa đầy một năm, công ty của ông kiếm được thu nhập 26 nghìn USD, Frederick trích một phần thu nhập này "lại quả" cho lãnh đạo DMI. Như vậy John Frederick đã vị phạm quy định đạo đức cấm nhân viên nhà nước lợi dụng chức quyền để giúp cho cá nhân hoặc tổ chức khác giành được lợi ích kinh tế. Kết quả Frederick bị kỷ luật 6 năm theo dõi, 6 tháng giam lỏng quản chế, lao động phục vụ cộng đồng 100 giờ và nộp phạt 12.000 USD.